# Franz Bopp

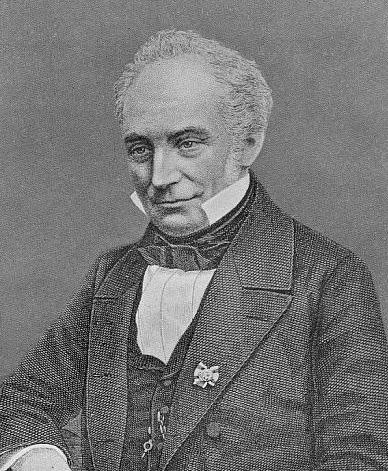
Franz Bopp

Franz Bopp, född 14 september 1791 i Mainz, död 23 oktober 1867 i Berlin, var en tysk språkvetare och sanskritforskare, som räknas som grundaren av den jämförande språkforskningen och forskningen om indoeuropeiska språk.
Bopp flyttade med sina föräldrar till Aschaffenburg, där Windischmann väckte hans intresse för orientaliska studier. 1812 for han till Paris, där han studerade sanskrit och skrev sin banbrytande skrift Über das Konjugationssystem der Sanskritsprache in Vergleichung mit jenem der griechischen, lateinischen, persischen und germanischen Sprache ("Om sanskritspråkets konjugationssystem i jämförelse med grekiskans, latinets, persiskans och germanskans"), som utgavs med förord av hans lärare Windischmann i Frankfurt am Main 1816.
I denna skrift gav dessa språks verbalstrukturer det metodiska beviset för deras släktskap, som den engelske orientalisten William Jones hade upptäckt. Senare utvidgade Bopp begreppet indoeuropeiska språk till att även omfatta slaviska språk, litauiska, albanska och armeniska. 
Franz Bopp var först med att bevisa att albanska språket är ett indoeuropeiskt språk.
Av kung Maximilian I av Bayern fick Bopp medel för att resa till London. Där kom han i nära förbindelse med det dåvarande preussiska sändebudet Wilhelm von Humboldt, som blev hans elev i sanskrit. Han utvidgade också sina jämförande studier från konjugationssystemet till att även omfatta deklinationen i en engelskspråkig skrift. Dessutom utgav han en latinsk översättning av Nalasagan, en episod ur Mahabharata, i London 1819. 
Sedan han återvänt till Bayern fick han på Humboldts rekommendation 1821 en professur vid universitetet i Berlin och blev 1822 ledamot av Berlins vetenskapsakademi. 
Han producerade många skrifter om olika språkområden och utgav med början 1832 sitt stora verk Vergleichende Grammatik des Sanskrit, Zend, Griechischen, Lateinischen, Litauischen, Gotischen und Deutschen (Berlin 1833–52, 6 band).